# Banco BS2
O Banco BS2 é um banco digital para empresas que oferece serviços financeiros em crédito, cash management, câmbio, soluções de pagamentos e seguros.
Em 2023, lançou uma área dedicada ao banking as a service.
Inaugurou também sua atuação no agronegócio brasileiro com a abertura de uma plataforma comercial no Centro-Oeste, com sede em Goiânia, e gerentes alocados em Mato Grosso e Mato Grosso do Sul para atender a região.
Hoje, além de São Paulo, Belo Horizonte, Rio de Janeiro e Goiânia conta com escritórios em Curitiba, Caxias do Sul e Israel.

## História
A história do Banco BS2 no mercado financeiro brasileiro está ligada com a fundação do Banco de Minas Gerais, fundado pela família Pentagna Guimarães em 1930. Em 1973, após vender a instituição para o Banco Real, os fundadores decidiram investir no que se transformou em uma das maiores redes de varejo de automóveis do Brasil. 
Para dar suporte às vendas de veículos e com o objetivo de ser uma empresa referência no mercado, nasceu a "Bonsucesso Financeira", em 1992, fruto da visão de seu principal executivo, Paulo Henrique Guimarães. A Bonsucesso Financeira transformou-se, apenas cinco anos depois, em 1997, em um banco múltiplo, de capital privado.
Em 2004, com a entrada do crédito consignado no Brasil, o Banco preparou-se para atuar com ênfase na concessão de crédito consignado para servidores públicos e aposentados. A expertise nessa operação levou o banco a lançar, em 2007, uma plataforma de cartão de crédito com pagamento descontado em folha para servidores públicos, por meio da qual 200 mil brasileiros passaram a ter acesso a um cartão de crédito internacional.
Em 2014, foi anunciada ao mercado a criação do "Banco Bonsucesso Consignado", que mais tarde passaria a se chamar "Olé Consignado", em parceria com o Santander – um dos maiores bancos do mundo, resultado de uma joint venture na qual o Banco Santander detinha 60% de participação e o Bonsucesso, 40%. A joint venture se encerrou em 2020, ano que o Santander exerceu sua opção de compra da instituição.
Em 2019, o Banco BS2 passou a patrocinar o Flamengo, num contrato girando em torno de 15 milhões de reais por ano mais participações na abertura de novas contas, virando então o patrocínio master do rubro-negro. Após especulações de que o clube carioca estava negociando com a Amazon para ser o novo patrocinador master, mas acabou se acertando com o BRB), o Banco BS2 decidiu encerrar o contrato em 30 de Junho de 2020.
A partir de meados de 2021, o Banco BS2 passou por uma mudança estratégica de reposicionamento: deixou o mercado de pessoas físicas para se dedicar 100% às soluções financeiras para empresas. Adquiriu uma startup israelense de crédito, a Weel, para fortalecer sua atuação no segmento.
Com o foco em pessoa jurídica, vendeu sua processadora de cartões e promoveu mudanças no Conselho Administrativo com a chegada de Marcos Grodetzky na presidência. Transferiu sua carteira de 700 mil clientes pessoa física para o Next, do Bradesco e se desfez do seu braço de investimento.
Em 2021, o Banco BS2 também lançou a BS2 Seguros, em sociedade com o grupo sul-africano Traficc, para atender pequenas e médias empresas. Em um ano de existência, a seguradora faturou R$ 4,8 milhões.
Já no ano de 2022, o BS2 firmou parceria com a Algar Telecom e passou a oferecer serviços financeiros para os clientes pessoa jurídica da empresa de telecomunicação.
Em 2023, lançou sua unidade de negócios de banking as a service e estreou no agronegócio com o lançamento de uma plataforma comercial no Centro-Oeste.
Já em 2024, o banco anunciou mais uma nova unidade de negócios de Pagamentos e Parcerias. A partir de agora passa a oferecer soluções integradas para aceitação de cartões de crédito, cartões de débito, recebimentos via Pix, boletos e demais serviços oferecidos pelo banco.

## Iniciativas ESG
O Banco BS2 é signatário do Pacto Global da Organização das Nações Unidas. A partir dele, em 2022, a instituição se tornou aderente ao Movimento 100% Transparência, sendo a primeira instituição financeira brasileira a fazer parte da iniciativa. Ele propõe cinco metas que as empresas envolvidas devem cumprir até 2030: 100% de transparência da estrutura de Compliance e Governança, 100% de transparência sobre os Canais de Denúncias, Remuneração 100% íntegra da alta administração,100% da cadeia de valor de alto risco treinada em Integridade e 100% de transparência das interações com a Administração Pública.
Em 2023, o Banco BS2 recebeu o Pró-Ética, selo concedido pela Controladoria-Geral da União (CGU) em reconhecimento a empresas comprometidas com a agenda de integridade e implementação de medidas voltadas para a prevenção, detecção e remediação de atos de corrupção e fraude.
O Banco BS2 também atua no programa de Responsabilidade Social Corporativa – Mãos Amigas, em que investe em ações na comunidade em que atua.